# Leucodistrofia
Le leucodistrofie sono un gruppo di malattie genetiche, caratterizzate da un’alterazione della sostanza bianca del cervello. Esse sono infatti causate da un’anomalia di sviluppo o mantenimento della sostanza bianca cerebrale.
La sostanza bianca cerebrale è formata dalle fibre nervose (assoni) rivestite da una guaina detta mielina. Nella sostanza bianca cerebrale sono presenti anche vasi sanguigni e cellule implicate nella difesa del cervello dagli insulti dannosi. Un’alterazione di uno qualunque di questi elementi può essere causa di una leucodistrofia.
Le leucodistrofie possono essere classificate in forme ipomielinizzanti o demielinizzanti, a seconda che la malattia dipenda da un’alterazione dello sviluppo della mielina (ipomielinizzazione) oppure che ad un normale sviluppo faccia seguito una degenerazione della sostanza bianca (forme demielinizzanti).
Le alterazioni della sostanza bianca si vedono alla risonanza magnetica cerebrale, che rappresenta quindi un’indagine di centrale importanza per porre diagnosi.
Le leucodistrofie sono caratterizzata da sintomi variabili tra cui anomalie della funzione motoria, rigidità muscolare, ritardo mentale, disturbo dell’equilibrio, eventuale degenerazione della vista e dell'udito.
Le opzioni terapeutiche curative sono poche e limitate solo al trattamento di alcune condizioni. Nella maggior parte dei casi la terapia è principalmente sintomatica e riabilitativa.

## Cause
La sostanza bianca cerebrale è formata dalle fibre nervose (assoni) rivestite da una guaina detta mielina. La mielina è formata dagli oligodendrociti. La mielina è una sostanza fatta prevalentemente da lipidi complessi; essa funge da isolante elettrico, ricopre gli assoni per proteggerli ed accelerare la conduzione degli impulsi elettrici (cioè i potenziali d'azione) che viaggiano lungo l'assone. La sostanza bianca cerebrale è formata non solo dalla mielina e dagli assoni ma anche dai vasi sanguigni e dalle altre cellule gliali (astrociti e microglia), cioè cellule implicate nell’omeostasi e nella difesa del cervello dagli insulti dannosi. Le leucodistrofie sono malattie dovute al fatto che, a causa di una anomalia genetica, uno di questi elementi non funziona correttamente.

## Classificazione
Le leucodistrofie possono essere classificate in forme ipomielinizzanti o demielinizzanti, a seconda che la malattia dipenda da un’alterazione dello sviluppo della mielina (ipomielinizzazione) oppure che ad un normale sviluppo faccia seguito una degenerazione della sostanza bianca (forme demielinizzanti).
Appartengono a questo gruppo di malattie numerose condizioni diverse tra cui:
- Adrenoleucodistrofia legata al cromosoma X (X-ALD)
- Deficit del trasporto cerebrale di folati (FOLR1)
- Deficit isolato di sulfito ossidasi (ISOD) e deficit di cofattore Molibdeno (MOCD)
- Deficit multiplo di Sulfatasi (MSD)
- Disordini correlati ai geni COL4A1 e COL4A2
- Disordini dello spettro Zellweger (ZSDs)
- Fenilchetonuria
- Fucosidosi
- Ipomielinizzazione con atrofia dei gangli della base e del cervelletto (H-ABC)
- Ipomielinizzazione con dysplasia spondrimetafisaria (H-SMD)
- L-2-Idrossiglutarico aciduria (L2HGA)
- Leucodistrofia con megaloencefalia e cisti sottocorticali (MLC)
- Leucodistrofia correlata al gene GJC2 (Pelizaues-Merzbacher Like Disease)
- Leucodistrofia correlata al gene CLC2 (CC2L)
- Leucodistrofia correlata al gene DARS (HBSL)
- Leucodistrofia correlata al gene DARS2 (LBSL)
- Leucodistrofia correlata al gene EARS2 (LTBL)
- Leucodistrofia correlata al gene EPRS
- Leucodistrofia correlata al gene KARS (LBSC)
- Leucodistrofia correlata al gene LAMB1
- Leucodistrofia correlata al gene NKX6.2
- Leucodistrofia correlata al gene RARS
- Leucodistrofia correlata al gene SOX10 (PCWH)
- Leucodistrofia correlata al gene TMEM106B
- Leucodistrofia correlata al gene WT1
- Leucodistrofia correlata alla POLR3 (Sindrome 4H)
- Leucodistrofia correlate al gene RNASET2
- Leucodistrofia da deficit di Iccina (HCC)
- Leucodistrofia metacromatica (MLD)
- Leucoencefalopatia con cisti e calcificazioni (LCC) e Malattia di Labrune
- Leucoencefalopatia correlate al gene RMND1
- Leucoencefalopatie Mitocondriali Cavitarie (MCLs)
- Malattia di Alexander (AxD)
- Malattia di Canavan
- Malattia di Kearns-Sayre (KSS)
- Malattia di Krabbe (KD)
- Malattia di Pelizaues-Merzbacher (PMD) e altri disordini correlati al gene PLP1
- Malattia di Salla (SD) e Malattia da accumulo di acido sialico libero (ISSD)
- Mucolipidosi di tipo IV (ML-IV)
- OculoDentoDigito Displasia (ODDD)
- Sindrome 18q-
- Sindrome di  Allan-Hernon-Dudley Syndrome (AHDS) / deficit di MCT8
- Sindrome di Aicardi-Goutières (AGS)
- Sindrome di Cockayne (CS) e Tricotiodistrofia (TTD)
- Sindrome di Sjögren-Larsson (SLS)
- Vanishing White Matter (VWM)
- Xantomatosi Cerebrotendinea (CTX)

## Sintomatologia
I segni e i sintomi variano a seconda del tipo di leucodistrofia. L’esordio clinico può essere a tutte le età anche se più comunemente avviene durante l’età pediatrica. Anomalie della funzione motoria, rigidità muscolare, ritardo dello sviluppo psicomotorio, disturbo dell’equilibrio, movimenti oculari anomali sono sintomi comuni. In alcuni casi è possibile dover affrontare anche una degenerazione della vista e dell'udito, oppure segni legati alla presenza di una neuropatia periferica concomitante. L’epilessia è meno frequente, in alcune leucodistrofie specifiche può essere presente fin dall’esordio, più frequentemente invece compare negli stadi più avanzati di malattia. I pazienti più gravi possono avere difficoltà di alimentazione e di respirazione nonché difficoltà nella mobilizzazione delle articolazioni.
Va sottolineato che le leucodistrofie sono condizioni multisistemiche, quasi mai coinvolgono il sistema nervoso centrale in modo esclusivo. A seconda della malattia specifica è possibile infatti che ci sia un coinvolgimento anche di tutti gli altri organi e apparati dell’organismo (fegato, reni, ghiandole, pelle, cuore, etc.), per questo motivo i pazienti affetti da leucodistrofie devono essere seguiti da un’equipe multidisciplinare che coinvolga medici specialisti nelle varie branche della medicina.

## Diagnosi
Le anomalie della sostanza bianca sono apprezzabili sulla risonanza magnetica cerebrale, che viene quindi utilizzata per diagnosticare leucodistrofie di tutti i tipi. Sono spesso utili anche indagini di tipo neurofisiologico ed alcuni altri accertamenti biochimici e genetici. In particolare le moderne tecniche di sequenziamento molecolare sono oggi di grande aiuto per raggiungere un inquadramento diagnostico genetico che però è indissolubilmente legato ad una completa definizione del fenotipo clinico e neuroradiologico.

## Trattamento
Ad oggi solo per alcune condizioni esiste una terapia curativa o che permetta di bloccare l’evoluzione della malattia. Nella maggior parte dei casi i trattamenti principali sono di tipo sintomatico e riabilitativo.
Per quanto riguarda le terapie specifiche va sottolineato che le leucodistrofie sono molte così come le cause e i meccanismi fisiopatologici ad esse sottese. Per questo non esiste un solo tipo di approccio terapeutico che possa essere utile per tutte le malattie della sostanza bianca, al contrario gli approcci terapeutici sono vari e ciascuno specifico ad ogni singola malattia. Tra le terapie in uso o in corso di sperimentazione possiamo citare il trapianto di cellule staminali ematopoietiche, la terapia genica, gli oligonucleotidi antisenso, la terapia enzimatica sostitutiva, la somministrazione di molecole specifiche come l’acido chenodesossicolico per la xantomatosi cerebrotendinea, i JAK inibitori e i farmaci antiretrovirali per la Sindrome di Aicardì-Goutières.

## Centri ed Associazioni in Italia
www.ilcoala.it
Associazione europea contro le leucodistrofie: http://www.ela-asso.it
Sindrome di Aicardi-Goutières: http://www.aicardi-goutieres.org
Adrenoleucodistrofia X-linked: https://www.adrenoleucodistrofia.it Archiviato il 5 febbraio 2021 in Internet Archive.
Malattia di Alexander: http://www.piuunicicherarionlus.it Archiviato il 10 luglio 2020 in Internet Archive.
Sindrome di Allan-Hernon-Dudley / deficit di MCT8: https://www.unavitarara.it/it/home
Malattia di Pelizaeus Merzbacher like (GJC2) https://www.facebook.com/pages/category/Nonprofit-Organization/Piccolo-grande-guerriero-odv-100376101444873/